# SALCEF
Salcef Group S.p.A. è un'azienda italiana specializzata nella costruzione e nella manutenzione di infrastrutture ferroviarie e metropolitane.
È stata quotata alla Borsa Italiana dal novembre 2019 al novembre 2024, faceva parte del segmento STAR del mercato Euronext Milan della Borsa di Milano.
Il gruppo opera in diversi settori delle infrastrutture ferroviarie. In particolare le sue società si occupano di:
- armamento ferroviario
- energia, segnalamento e TLC
- opere infrastrutturali
- macchine ferroviarie
- materiali ferroviari
- ingegneria e progettazione

## Storia
L’azienda nasce nel 1949 con il nome di Cosfer.
Nel 2006 costituisce la prima filiale all'estero in Romania, seguita da una filiale in Croazia nel 2008, da una in Polonia nel 2010, da una in Egitto nel 2011, da una ad Abu Dhabi nel 2012. Nel 2018 acquisisce la ditta tedesca H & M Bau, attiva nel settore dell’armamento ferroviario e nel 2020 viene fondata Salcef USA Inc..
La società Salbid ha avviato un Offerta Pubblica di acquisto iniziata il 7 ottobre 2024 e terminerà l'8 novembre

La società Salbid è arrivata a detenere il 97,77% del capitale sociale, concludendo positivamente l'offerta di acquisto pubblica.
Borsa Italiana ha disposto la sospensione dalle negoziazioni da Piazza Affari di Salcef Group nelle sedute del 15 e del 18 novembre 2024, e la revoca (delisting) a partire dal 19 novembre 2024.

## Presenza internazionale
Salcef ha filiali in diversi Paesi europei, negli Stati Uniti d'America, in Egitto e ad Abu Dhabi. Nonostante questo anche per via delle ultime acquisizioni il fatturato è concentrato prevalentemente in Italia (l'85.8% nel 2023).